# 克氏狼蛛
克氏狼蛛（学名：Lycosa clercki）为狼蛛科狼蛛属的动物。在中国大陆，分布于山西等地。该物种的模式产地在山西。